# Чапля (орнітологічний заказник, Чернівецька область)
Ча́пля — орнітологічний заказник місцевого значення в Україні. Об'єкт природно-заповідного фонду Чернівецької області. 
Розташований у межах Хотинського району Чернівецька області, на захід від села Рухотин, поруч з селом Гринячка. 
Площа 8,3 га. Статус надано згідно з рішенням облвиконкому від 19.01.1983 року № 15 і від 17.10.1984 року № 216. Перебуває у віданні ДП «Хотинський лісгосп» (Рухотинське л-во, кв. 18, вид. 15). 
Статус надано для збереження місць гніздування унікальної колонії чаплі сірої. 